# أنطونيو كريستيان
أنطونيو كريستيان (بالإسبانية: Antonio Cristian Glauder García)‏ هو لاعب كرة قدم إسباني، ولد في 18 أكتوبر 1995 في الجزيرة الخضراء في إسبانيا. لعب مع إسبانيول ب.

## وصلات خارجية
- أنطونيو كريستيان على موقع قاعدة بيانات كرة القدم.إي يو (الإنجليزية)
- أنطونيو كريستيان على موقع Soccerway.com (الإنجليزية)